# Биз (Горња Марна)
Биз (фр. Bize) насеље је и општина у североисточној Француској у региону Шампањ-Арден, у департману Горња Марна која припада префектури Лангр.
По подацима из 2011. године у општини је живело 86 становника, а густина насељености је износила 41,15 становника/km². Општина се простире на површини од 2,09 km². Налази се на средњој надморској висини од 225 метара.

## Демографија
| 1962. | 1968. | 1975. | 1982. | 1990. | 1999. | 2011. |
| ----- | ----- | ----- | ----- | ----- | ----- | ----- |
| 44    | 59    | 54    | 56    | 44    | 71    | 86    |

График промене броја становника у току последњих година